# Alexander Grothendieck
Alexander Grothendieck (28. března 1928 v Berlíně – 13. listopadu 2014 v Saint-Girons) byl francouzský matematik německého původu, který se výrazně podílel na rozvoji algebraické geometrie. Mezi jeho nejznámější úspěchy patří důkazy většiny Weilových domněnek (poslední z nich později dokázal jeho žák Pierre Deligne), ovšem podstatnější je jeho celkový vliv na rozvoj oboru, na algebraickou geometrii, homologickou algebru, topologii i funkcionální analýzu. Byl jedním z členů skupiny Nicolas Bourbaki. V roce 1966 byl oceněn Fieldsovou medailí. V druhé části života se vědy vzdal ve prospěch politického aktivismu a v závěru života se u něj patrně rozvinula psychóza.

## Život
Jeho otec byl ruský židovský anarchista Alexandr Šapiro, který bojoval v anarchistické armádě Ukrajince Nestora Machna a musel po Říjnové revoluci z Ruska uprchnout před bolševiky. Usadil se Německu, kde se narodil i Alexander. Otec se pak zúčastnil i španělské občanské války na straně republikánů. Když se dostal do rukou nacistů, skončil v Osvětimi. Alexander s matkou prošli různými tábory, ale nakonec je zachránil protestantský kněz André Trocmé.
Alexanderovi se v důsledku dramatického dětství nedostalo takřka žádného matematického vzdělání, přesto po válce začal udivovat svými originálními matematickými řešeními. Roku 1948 přišel do Paříže, roku 1959 nastoupil do Ústavu pro vyšší vědecká studia (Institut des Hautes Études Scientifiques). Zde se proslavil sérií objevů: Grothendieck-Riemann-Rochova věta, topos, teorie svazků, K-teorie, teorie motivů. Jeho způsob práce byl neobvyklý, proslulé se staly jeho semináře se studenty, které se protáhly i na dvanáct hodin. Výsledkem byl v roce 1966 zisk Fieldsovy medaile, nejprestižnější matematické ceny vůbec.
Roku 1970 však náhle opustil ústav. Oficiálním zdůvodněním bylo, že ústav bere peníze od ministerstva obrany, což bylo pro Grothendiecka jako přesvědčeného pacifistu nepřijatelné. Podobná politická gesta byla od roku 1968 ve Francii poměrně obvyklá. Jenže u Grothendiecka šlo o symptom hlubší vnitřní přeměny, neboť záhy opustil matematiku a vědu vůbec. Začal se věnovat anarchistické politice, boji za odzbrojení a za ochranu přírody.
V roce 1988 se zcela izoloval od světa, žil v lesích, držel tvrdé půsty a pravděpodobně zcela propadl šílenství. V textech, které ještě sdílel se světem (od jisté doby zrušil poštovní schránku a přestal komunikovat zcela) byly rozvíjeny pozoruhodné teorie, například, že ve snech lze získat důkaz boží existence, nebo že mezi lidmi se pohybují mutanti, kteří zvěstují spirituálnější budoucnost lidstva, přičemž těchto mutantů bylo v dějinách prozatím osmnáct a patřil k nim anarchista Petr Kropotkin, osobitý teolog Teilhard de Chardin či psychoanalytik Sigmund Freud. Když ho v lesích vypátrala jistá kolegyně, tvrdil jí prý, že svět je ovládán ďáblem.